# Microsporidium novacastriense
Microsporidium novacastriense är en svampart som beskrevs av Jones & Selman 1985. Microsporidium novacastriense ingår i släktet Microsporidium, ordningen Microsporida, klassen Microsporea, divisionen Microspora och riket svampar.   Inga underarter finns listade i Catalogue of Life.